# 高市乡 (永新县)
高市乡，是中华人民共和国江西省吉安市永新县下辖的一个乡镇级行政单位。

## 行政区划
高市乡下辖以下地区：
高市村、塘内村、樟木山村、滨江村、横烟村、合家村和八团村。